# Flamanville, Manche
Flamanville är en kommun i departementet Manche i regionen Normandie i norra Frankrike. Kommunen ligger i kantonen Les Pieux som tillhör arrondissementet Cherbourg. År 2022 hade Flamanville 1 682 invånare.

## Befolkningsutveckling
Antalet invånare i kommunen Flamanville
| Referens: INSEE |